# Fritz Reuter

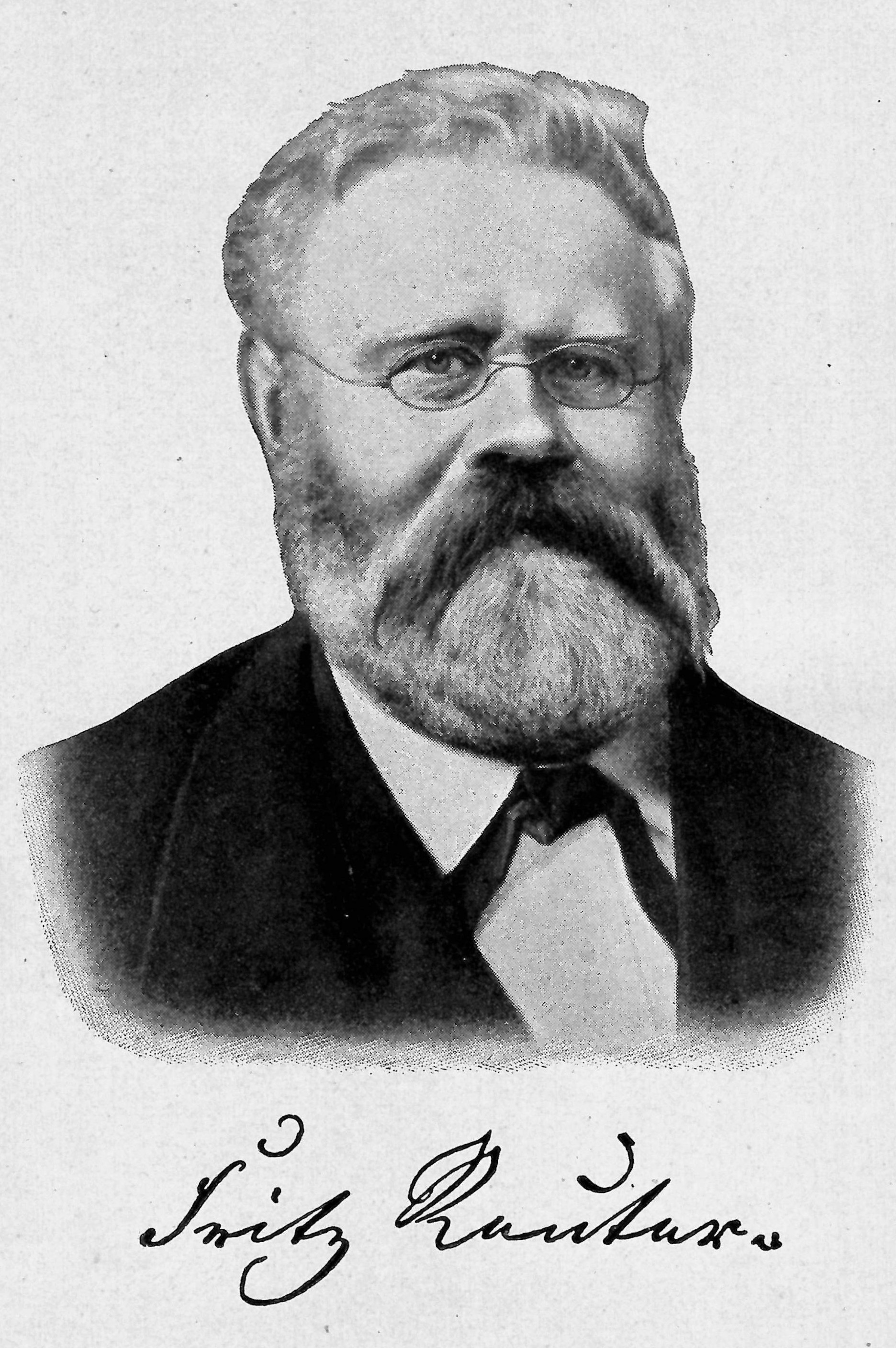
Fritz Reuter, Porträtfoto und faksimilierte Unterschrift

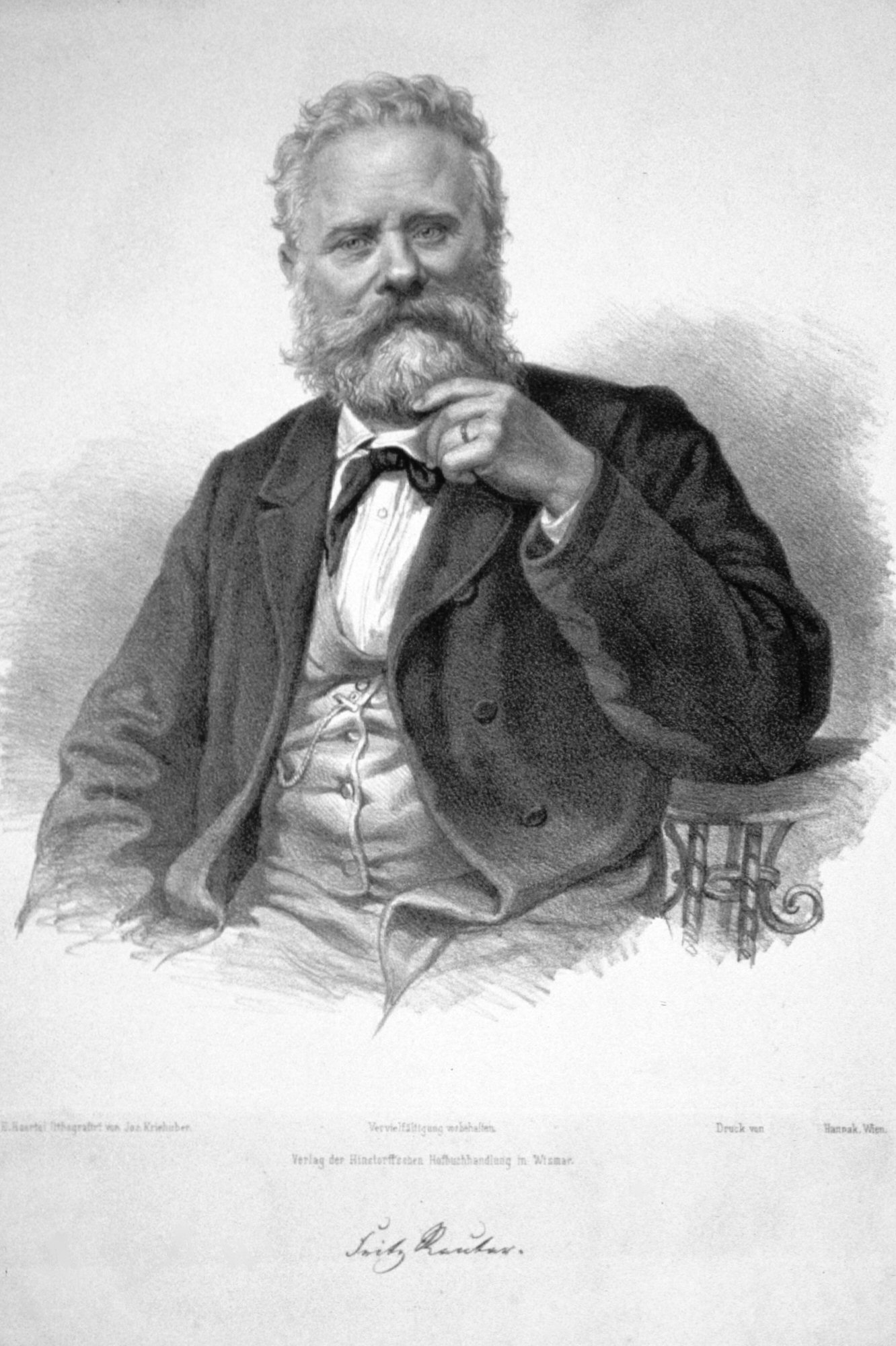
Fritz Reuter, Lithographie von Josef Kriehuber nach Haertel

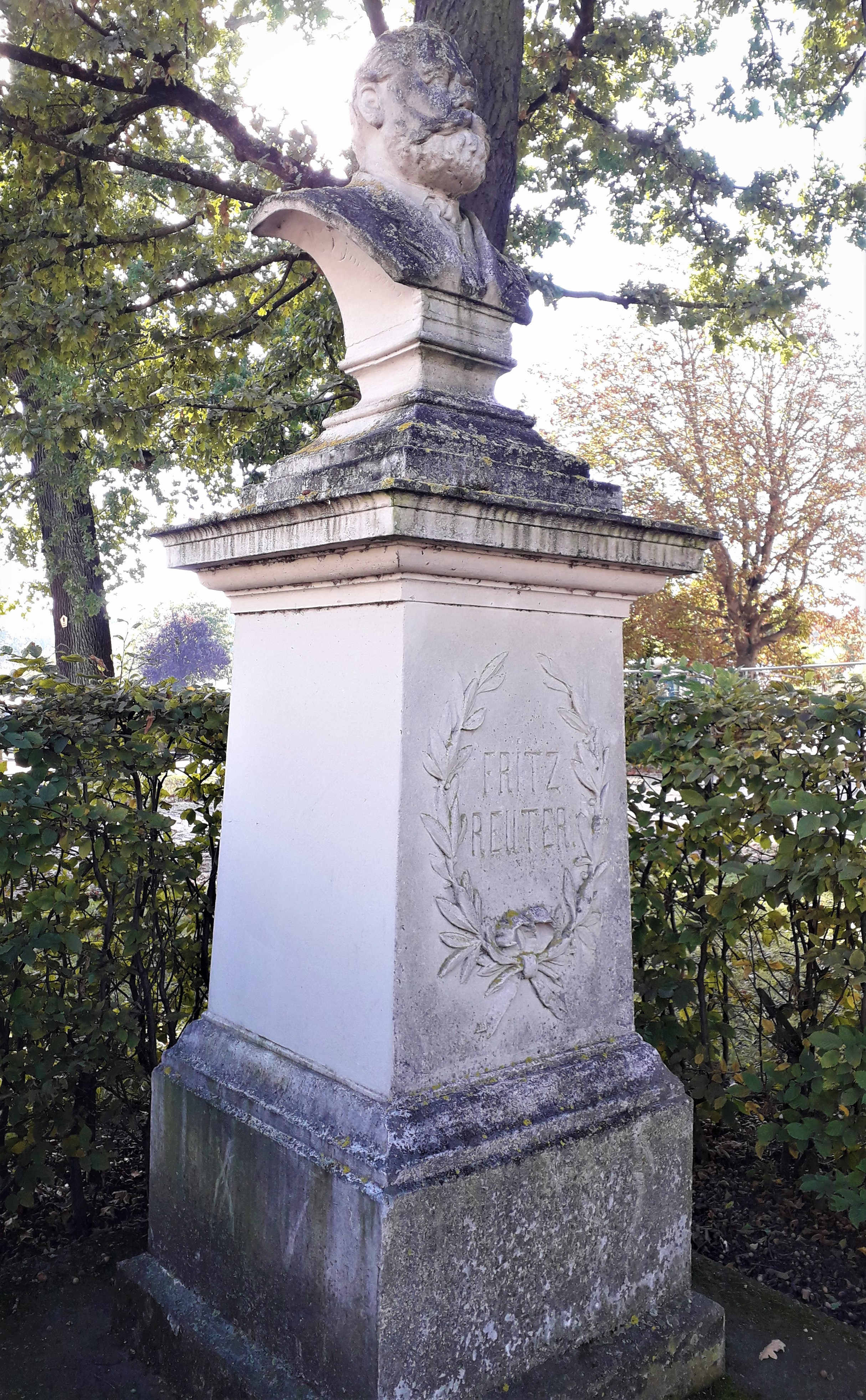
Büste Fritz Reuters in der Hansestadt Wismar, 2020

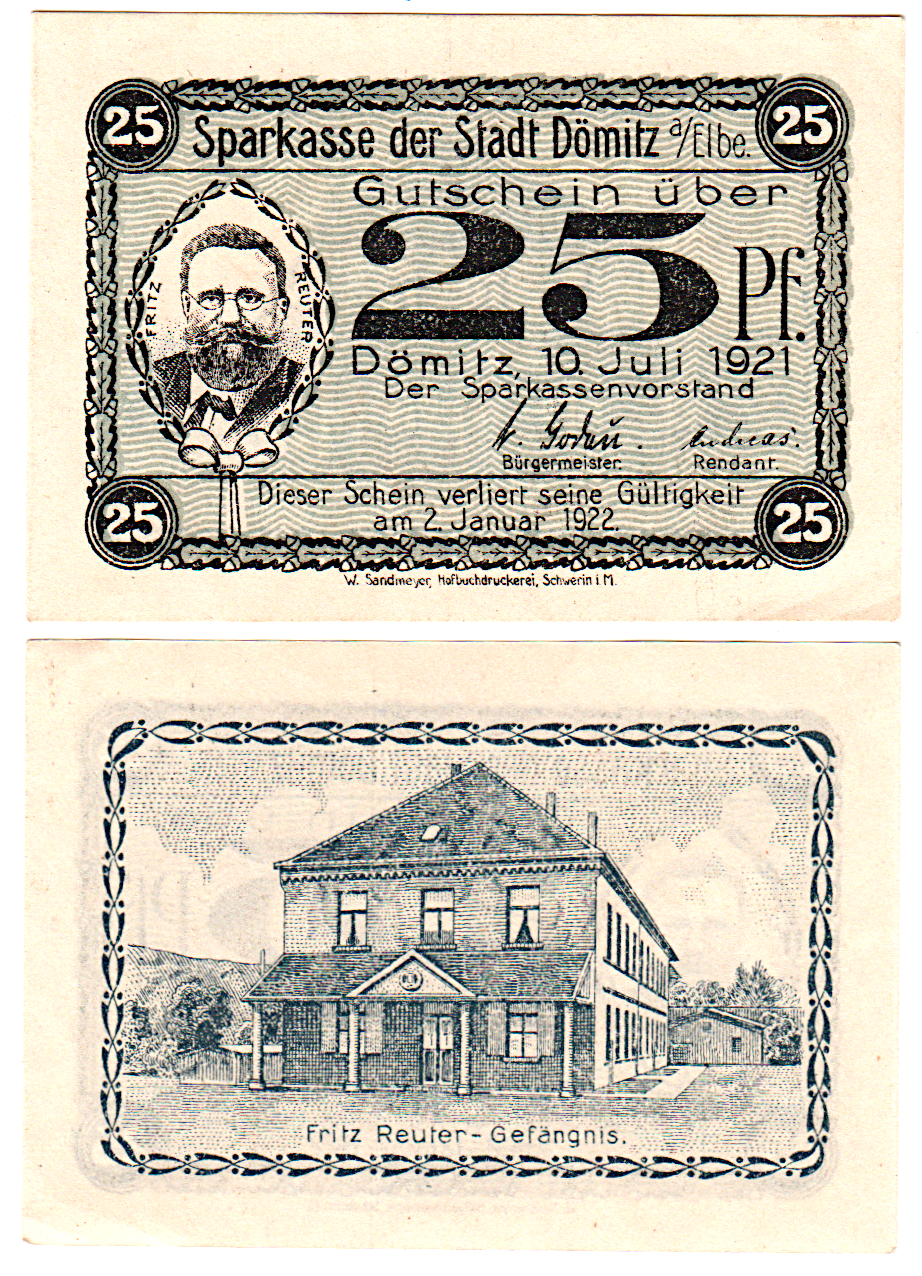
Ein deutscher Notgeldschein (Vorder- und Rückseite) aus Dömitz, mit der Darstellung Fritz Reuters und des Fritz-Reuter-Gefängnisses, von 1921

Fritz Reuter, eigentlich: Heinrich Ludwig Christian Friedrich Reuter (* 7. November 1810 in Stavenhagen; † 12. Juli 1874 in Eisenach) war ein deutscher Dichter und Schriftsteller der niederdeutschen Sprache. Er gilt gemeinsam mit Klaus Groth als einer der Begründer der neueren niederdeutschen Literatur. 

## Leben

### Kindheit in Mecklenburg

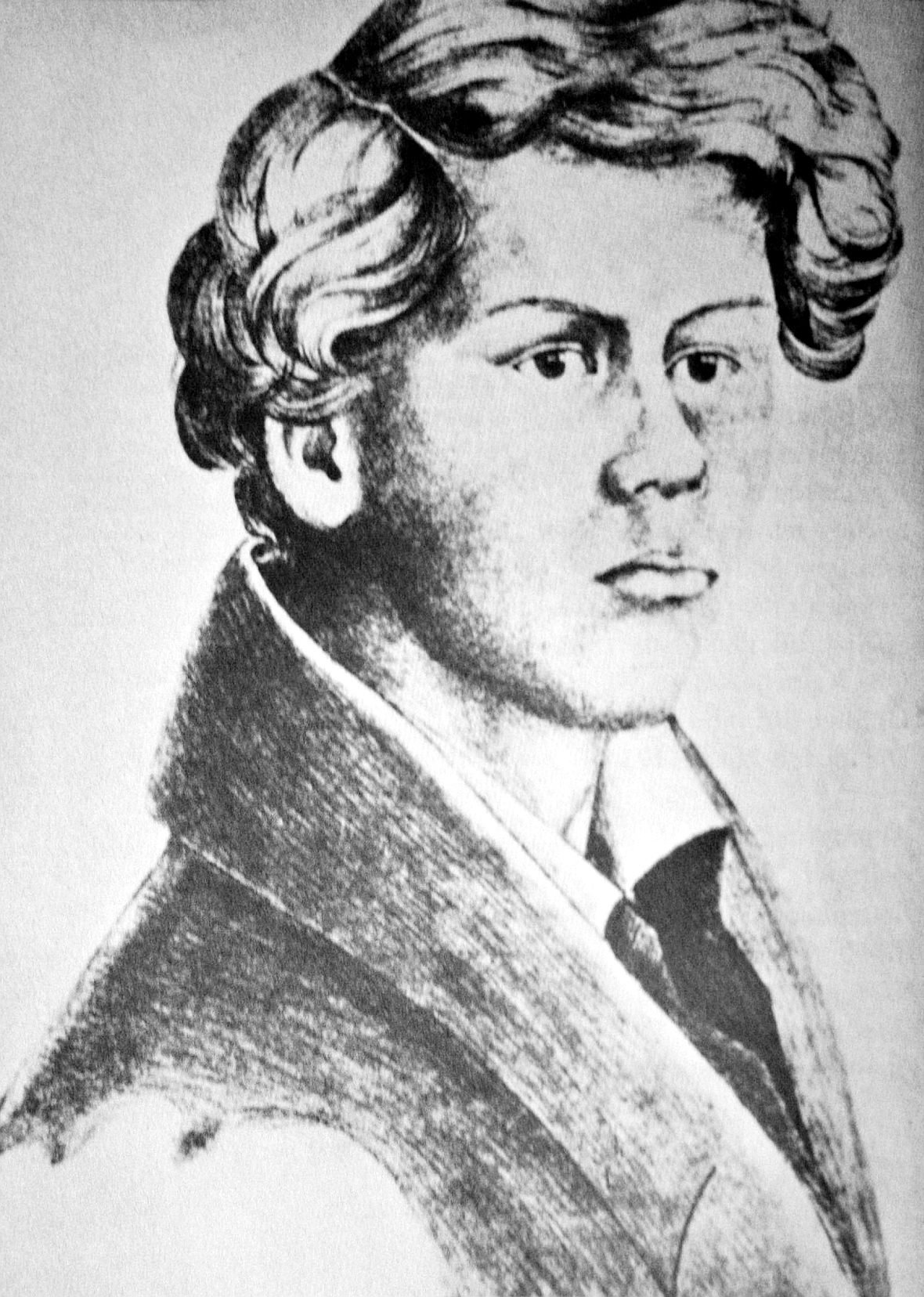
Fritz Reuter im Selbstbildnis, 1830

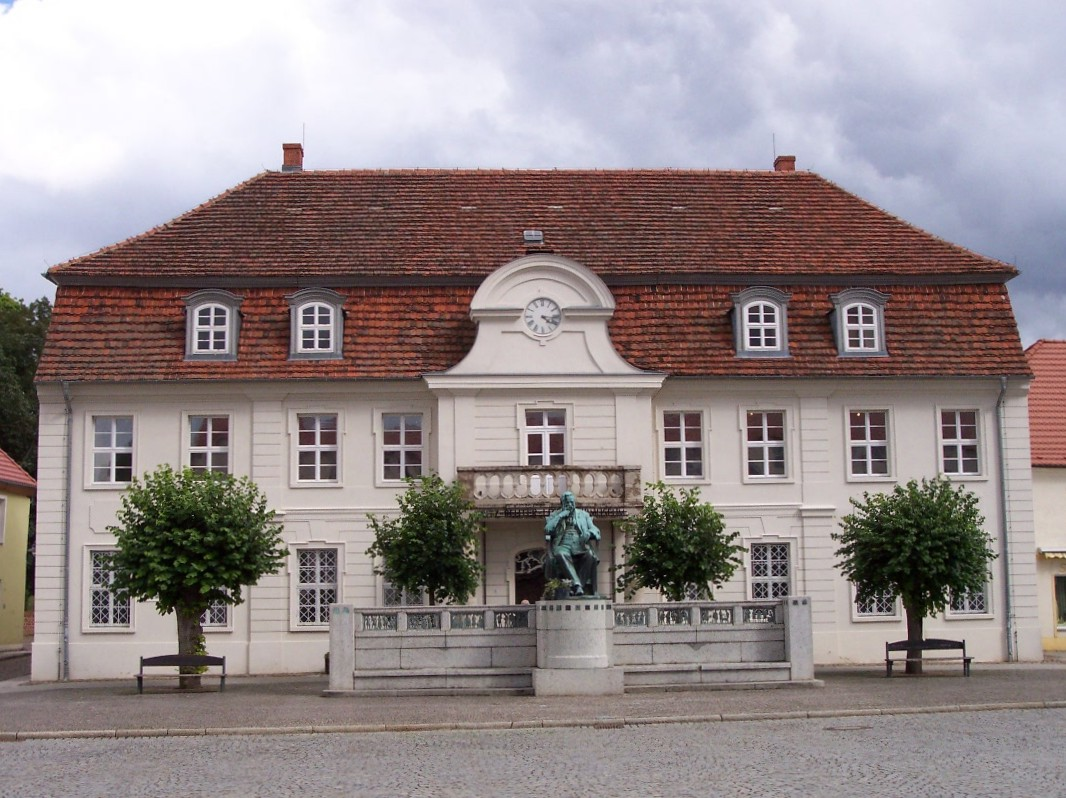
Ehemaliges Rathaus in Stavenhagen (heute Fritz-Reuter-Literaturmuseum) mit Statue Reuters

Fritz Reuter wurde im Rathaus der mecklenburgischen Kleinstadt Stavenhagen geboren, wo seine Eltern wohnten. Sein Vater war Stavenhagens Bürgermeister und Stadtrichter Georg Johann Reuter (1776–1845) und die Mutter Johanna (1787–1826), Tochter des Bürgermeisters und Stadtrichters von Tribsees, Nikolaus Gottfried Bernhard Ölpke (1740–1792). Nach der Geburt ihres zweiten Sohnes 1812 war Reuters Mutter lebenslang gelähmt, der Junge verstarb im Alter von knapp zwei Jahren. Aus zahlreichen vor- und außerehelichen Beziehungen des Vaters hatte Fritz Reuter vier Halbschwestern, von denen zwei später legitimiert wurden.
Fritz Reuter besuchte zwischenzeitlich als einziger Junge eine Mädchenschule, wurde sonst aber bis zum 13. Lebensjahr von Eltern, Verwandten und Bekannten zu Hause unterrichtet. Mit 14 Jahren lernte er dann, zusammen mit seinem Vetter August Reuter, an der Gelehrtenschule in Friedland. Reuters Leistungen in der Schule waren schlecht, was sein Vater darauf zurückführte, dass es dem Sohn an Disziplin mangele. Der junge Reuter wollte gern Maler werden, und so sagte ihm neben dem Turnen als einziges Schulfach das Zeichnen zu. Über das Turnen, populär durch den Turnvater Jahn, und seinen Lehrer Karl Horn (Mitglied der Lützower Jäger) begegnete Fritz Reuter den Ideen der Urburschenschaft. Dadurch wurde die Grundlage seiner demokratischen Gesinnung geprägt, die seinen Lebenslauf nachhaltig beeinflussen sollte.
Im Jahr 1826 verstarb seine Mutter. Zu Ostern 1827 wollte der Vater den Schulwechsel auf das Friedrich-Franz-Gymnasium (Parchim) erwirken; auf Grund mangelnder Konzentration und Zuspätkommens wurde sein Sohn jedoch nicht in die Prima eingestuft. Erst Ostern 1828 wurde Fritz Reuter der Wechsel erlaubt. Das Verhältnis zu seinem Vater kühlte in der Folgezeit weiter ab. In den Ferien kehrte er ungern nach Hause zurück. Reuters „Fleiß war ungleich; in einigen Fächern anzuerkennen, in anderen vermisst“, dennoch schaffte er es, am 24. September 1831 das Reifezeugnis zu erhalten.

### Studium und Burschenschaft

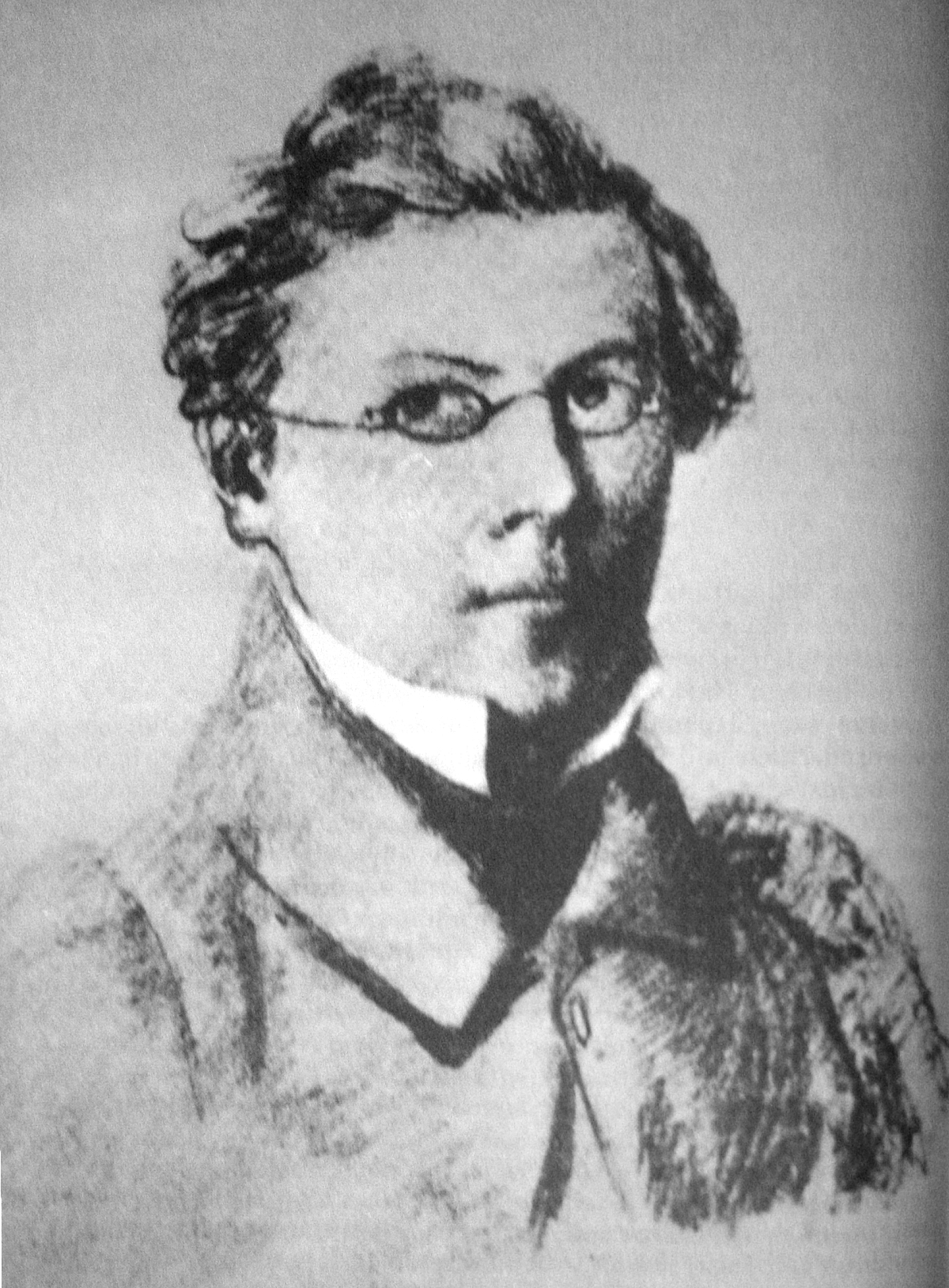
Fritz Reuter im Selbstbildnis, 1833

Am 19. Oktober 1831 begann Fritz Reuter das Studium der Jurisprudenz, nach dem Willen seines Vaters in Rostock. Dort schloss er sich dem Corps Vandalia Rostock an, das ihn kurze Zeit später wegen „rüpelhaften Verhaltens“ und „burschenschaftlicher Umtriebe“ wieder exkludierte. Im Wintersemester 1831/32 schloss er sich der Rostocker Burschenschaft/Allgemeinheit an. Zeitlebens verbanden Reuter die Freundschaft mit Moritz Wiggers sowie eine innige Abneigung gegen John Brinckman, die als Studenten beide ebenfalls bei Vandalia aktiv gewesen waren. Ab Mai 1832 setzte er das Studium in Jena fort. Dort wurde er am 13. Juli 1832 Mitglied der Allgemeinen Burschenschaft und schloss sich ihrer radikalen Richtung der Jenaischen Burschenschaft Germania an, weswegen er noch im selben Jahr zum ersten Mal festgenommen wurde. Am 19. Februar verließ Reuter Jena und ging zunächst nach Camburg. Er versuchte, eine Studienerlaubnis für Halle oder Leipzig zu erlangen, was ihm nicht gelang.

### Verhaftung und Prozess vor dem Kammergericht Berlin
Am 31. Oktober 1833 wurde Reuter auf der Heimreise nach Stavenhagen in Berlin festgenommen. Er wurde in der Festung Silberberg interniert und am 4. August 1836 wegen „Teilnahme an hochverräterischen burschenschaftlichen Verbindungen in Jena und Majestätsbeleidigung“ zum Tode verurteilt. Die strafrechtlich relevanten Vorwürfe gegen Reuter fasste das Kammergericht in vier Punkten zusammen: „Gegen Reuter liegt vor: 1. seine Theilnahme an der vereinigten Burschenschaft als Commentbursche und Mitglied, 2. seine Theilnahme an der neuen Germania als Mitglied, 3. seine Kenntnis des revolutionairen Stuttgarter Beschlusses, 4. die Beleidigung Seiner Majestät des Königs.“ In den Punkten zwei und vier hielt das Gericht Reuter für strafbar. Die Verurteilung wegen Majestätsbeleidigung beruhte auf Zeugenaussagen, nach denen das Lied und auch dessen erste Strophe („Fürsten zum Land hinaus, Jetzt kommt der Völkerschmaus! Hinaus, Hinaus, Hinaus! Erst hängt den Kaiser Franz. Dann den im Siegerkranz!“) häufig in studentischen Kneipen in Jena gesungen wurde, wo sich Reuter häufig aufhielt und sich – nach eigener Aussage – gern an „Kneipereien“ beteiligte.
Erst am 28. Januar 1837 erfolgte die Zustellung des Urteils und die gleichzeitige Begnadigung zu 30 Jahren Festungshaft. Abgemildert wurde die Strafe später auf Betreiben des Großherzogs von Mecklenburg zu acht Jahren. Die Festungshaft verbrachte Reuter in Groß Glogau (ab Mitte Februar 1837), Magdeburg (ab Mitte März 1837), Graudenz (ab 15. März 1838) und der Festung Dömitz (ab 20. Juni 1838). Am 25. August 1840 wurde er in Dömitz entlassen.
Reuter hat die ihm und seinen Mitangeklagten vorgeworfenen Taten später in der niederdeutschen Verarbeitung seiner Festungszeit treffend und zugleich selbstkritisch wie folgt bewertet:

„Un wat hadden wi denn dahn? Nicks, gor nicks. Blot in uns’ Versammlungen un unner vir Ogen hadden wi von Ding’ redt, de jetzt up apne Strat fri utschrigt warden, von Dütschlands Friheit und Einigkeit. Äwer taum Handeln wiren wi tau swack, taum Schriwen tau dumm, dorum folgten wi de olle dütsche Mod’: wi redten blot doräwer.“

„Und was hatten wir denn getan? Nichts, gar nichts. Nur in unseren Versammlungen und unter vier Augen hatten wir von Dingen geredet, die jetzt auf offener Straße frei heraus geschrien werden, von Deutschlands Freiheit und Einigkeit. Aber zum Handeln waren wir zu schwach, zum Schreiben zu dumm, darum folgten wir der alten deutschen Mode: wir redeten nur darüber.“

### Erfolg auf Niederdeutsch

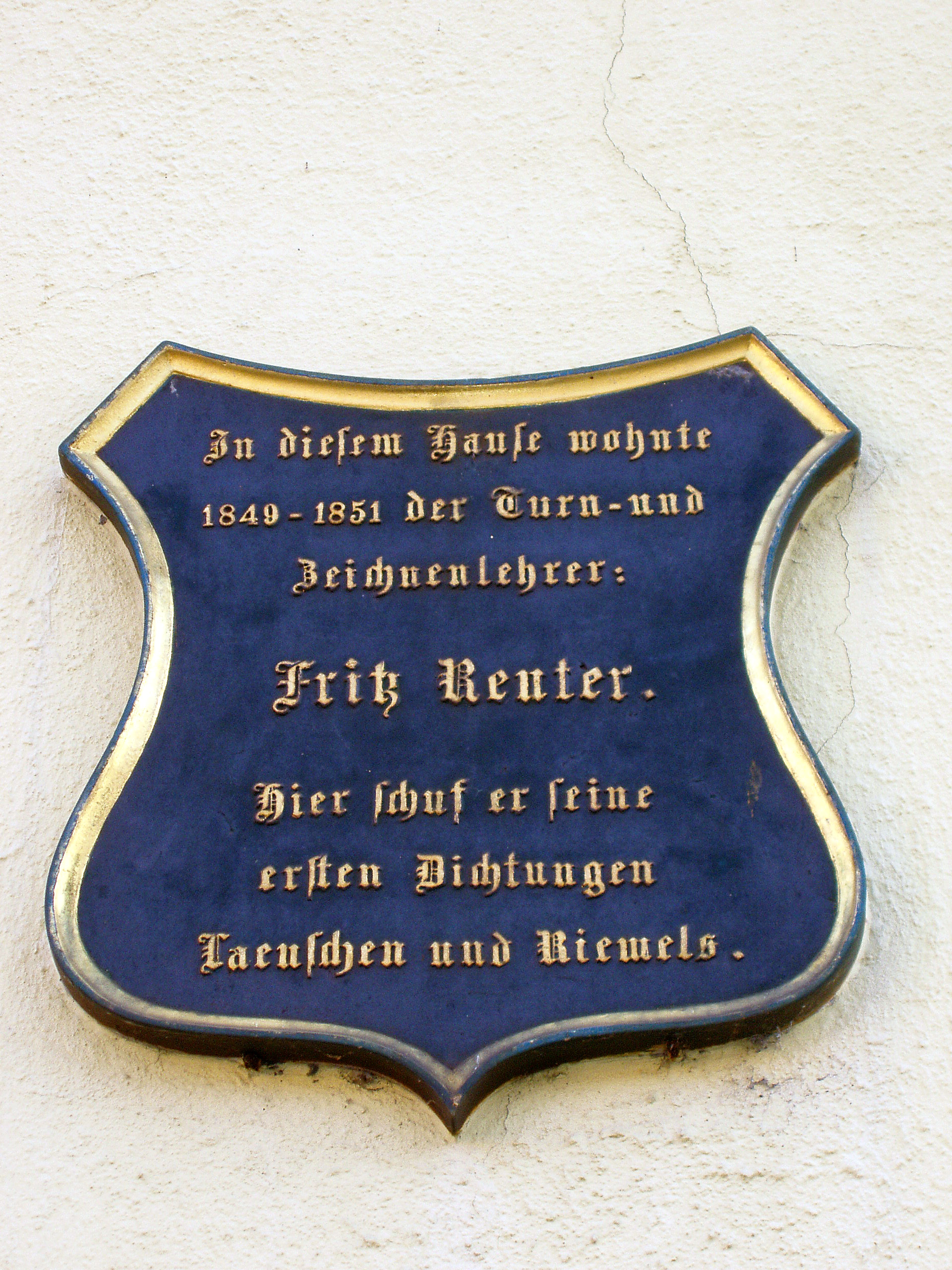
Gedenktafel am Reuterhaus in Altentreptow

Nach einem kurzen Versuch, das Studium in Heidelberg fortzusetzen, zog er zu seinem Onkel, der Pastor in Jabel war. 1842 trat Fritz Reuter eine Stellung als „Strom“ (Volontär) bei einem Gutspächter in Demzin an. Dort lernte er seine spätere Frau Luise kennen, die Tochter des Roggenstorfer Pastors Kuntze. Sie arbeitete als Kindererzieherin im Haus des Pastors Augustin in Rittermannshagen. Am 3. März 1845 starb Fritz Reuters Vater, der seinen Sohn enterbt hatte. Fritz Reuter begann nun seine schriftstellerische Tätigkeit, zunächst auf Hochdeutsch, später mit mehr Erfolg auf Niederdeutsch. Im April 1850 ließ sich Reuter im pommerschen Treptow an der Tollense (seit 1939 Altentreptow) als Privatlehrer für Zeichnen und Turnen nieder. Er wurde preußischer Staatsbürger und Stadtverordneter. Am 16. Juni 1851 heiratete er Luise Kuntze in Roggenstorf.

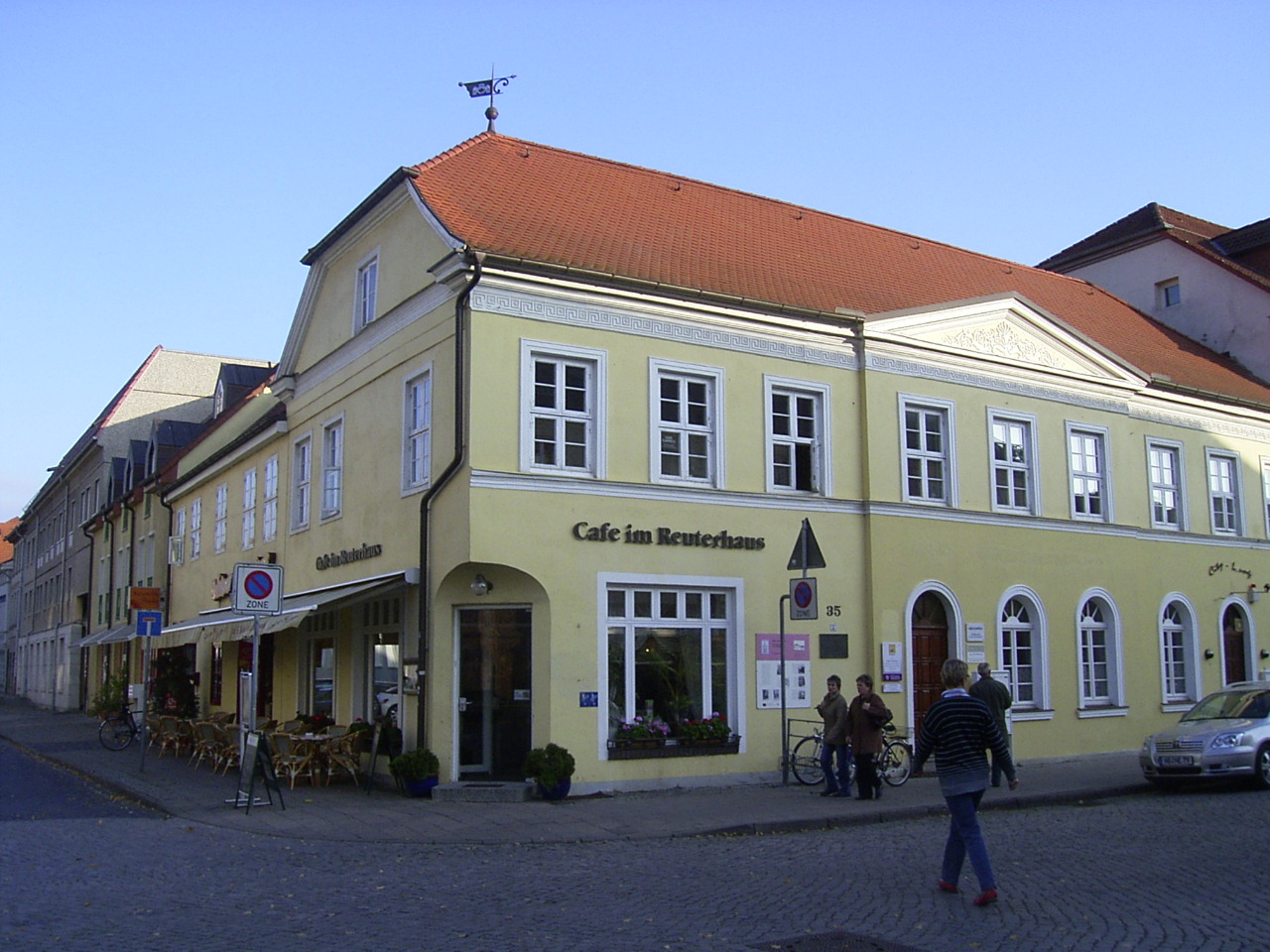
Reuterhaus in Neubrandenburg

1853 gelang ihm mit dem Büchlein Läuschen un Rimels sein erster größerer Erfolg. Die Anfangsauflage von 1.200 Exemplaren war bereits nach wenigen Wochen ausverkauft. 1856 zog Reuter als freier Schriftsteller nach Neubrandenburg. Dort lebte Reuter nacheinander in vier Wohnungen (nur das Haus seiner zweiten Wohnung ist heute als „Reuterhaus“ erhalten). Ab 1859 verlegte Dethloff Carl Hinstorff in Wismar (wo heute ebenfalls ein „Reuterhaus“ besteht) Reuters Werke, was entscheidend zu deren Verbreitung beitrug. Eine enge Freundschaft entwickelte sich auch zwischen Fritz Reuter und Julian Schmidt, dem damals bekanntesten Literaturkritiker, der in der Zeitschrift „Grenzboten“ Reuters Werke rezensierte. „Die sieben Neubrandenburger Jahre von 1856 bis 1863 waren Fritz Reuters literarisch produktivste und – wie er zum Abschied schrieb – auch seine glücklichste Zeit.“

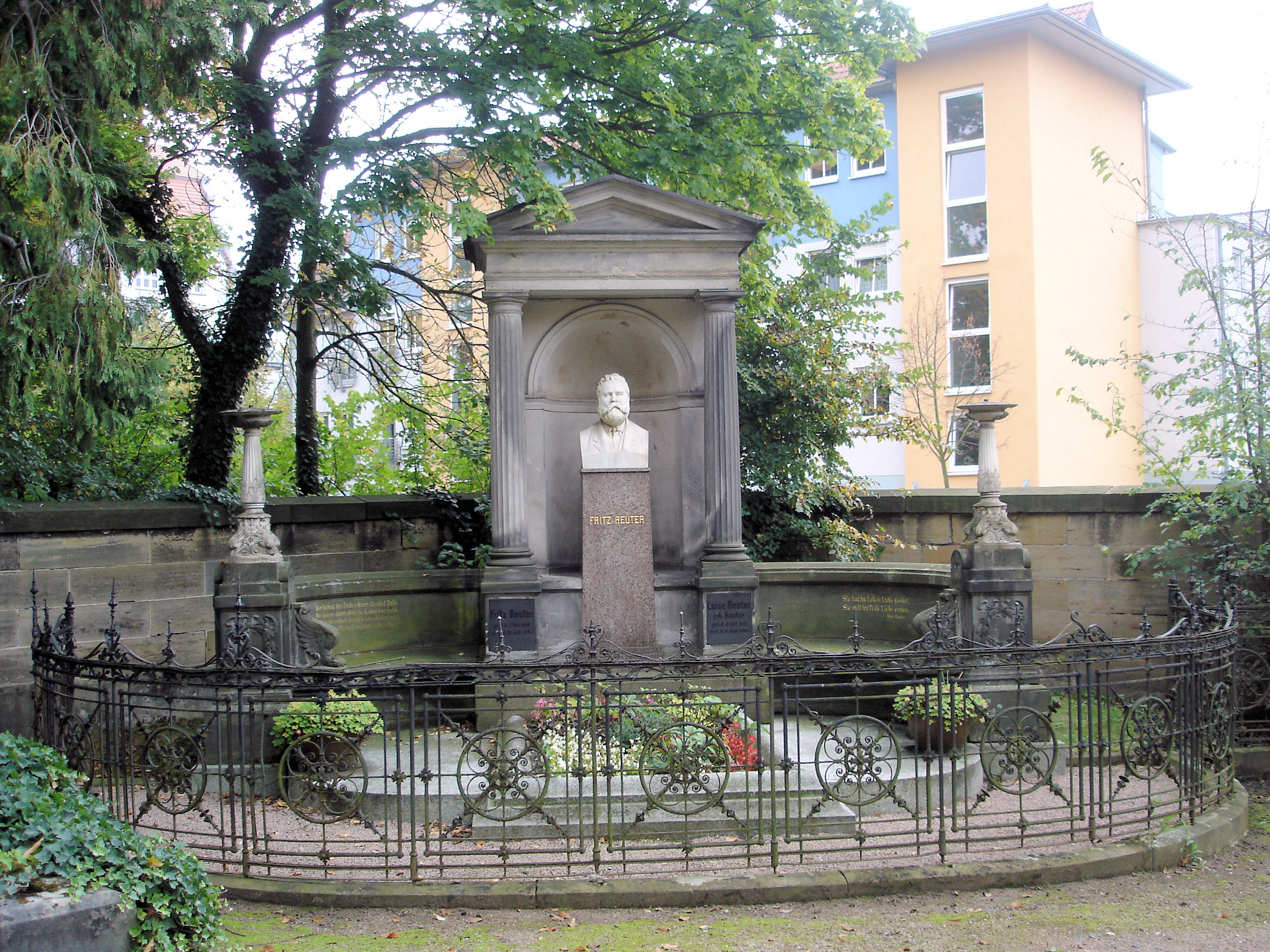
Grab Reuters in Eisenach

Die Universität Rostock verlieh ihm 1863 die Ehrendoktorwürde. Im selben Jahr siedelten Reuter und seine Frau nach Eisenach über. Dort ließen sie sich 1866/68 nach einem Entwurf des Architekten Ludwig Bohnstedt in Eisenach, am Fuße der Wartburg, eine Villa im Stil der Neorenaissance errichten (heute Reuter-Wagner-Museum). Von kreativer Bedeutung war während dieser Zeit eine Gesellschaftsreise nach Konstantinopel im Jahr 1864, die er später in seinem letzten großen Roman De Reis’ nah Konstantinopel oder de meckelnbörgschen Montecchi un Capuletti (1867) verarbeitete. Eine bleibende Erinnerung dieser Reise war auch die Begegnung mit dem in der Schweiz lebenden Hamburger Journalisten François Wille, mit dem er fortan in sporadischem Briefverkehr blieb und dessen er sich auch in dem Roman erinnert. Anfang April 1874 traf ihn ein Schlaganfall, der ihn an den Rollstuhl fesselte, am 12. Juli 1874 starb Fritz Reuter im Alter von 63 Jahren in Eisenach.
Die nach einem Gedicht Reuters benannte Zeitschrift De Eekboom, deren Schriftleiter der hinterpommersche Mundartdichter Albert Schwarz war, war jahrzehntelang das wichtigste Sprachrohr der niederdeutschen literarischen Bewegung.

## Werk

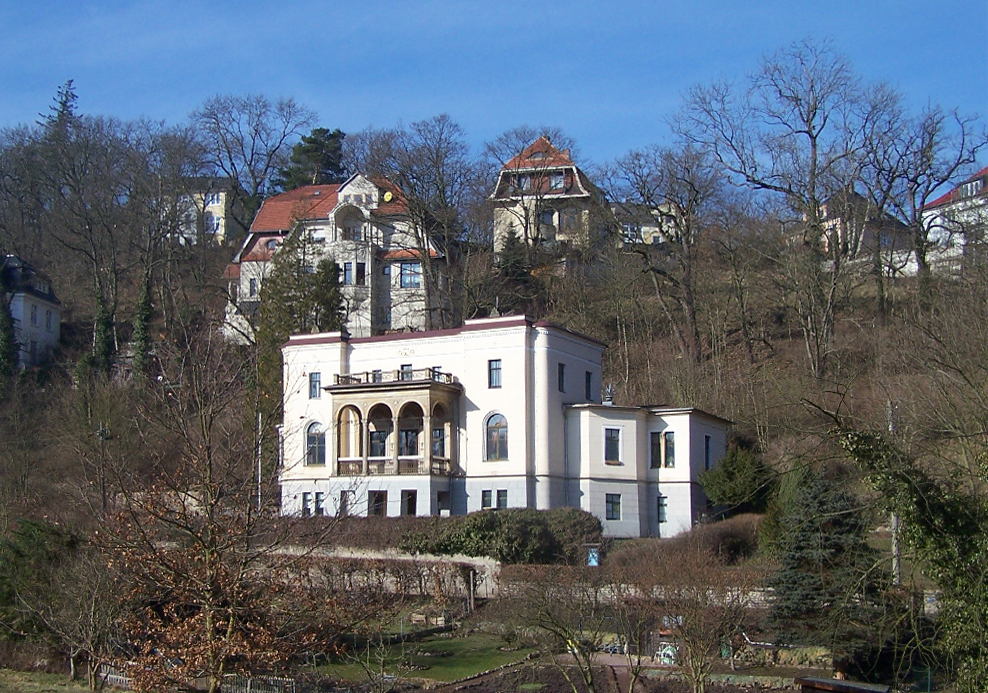
Reuter-Wagner-Museum in Eisenach

Neben Klaus Groth gehört Fritz Reuter zu denjenigen Schriftstellern, die bewusst das Niederdeutsche nutzten. Reuter schrieb nach eigenen Angaben „in mecklenburgisch-vorpommerscher Mundart“. Gemeinsam mit seinem Verleger Hinstorff entwickelte Reuter dabei eine neue Kunstform des Niederdeutschen, die entscheidend zur Verbreitung seiner Werke im niederdeutschen Sprachraum und weit darüber hinaus beitrug. Dennoch weist Reuters Platt viele Eigenheiten des Mecklenburgischen auf. Reuter wurde zu einem Wegbereiter der Wiederbelebung der niederdeutschen Sprache als Literatursprache und bewies durch seinen Erfolg zugleich weiten Kreisen der Bevölkerung die Literaturfähigkeit der niederdeutschen Sprache. Seine Werke sind von feinsinnigem Humor und zahlreichen satirischen Anspielungen geprägt. Reuter zeigte sich in seinen Geschichten als ein Autor, der dem Volk „aufs Maul“ zu schauen verstand. Dabei brachte er immer wieder soziale Problematiken ins Spiel und benutzte die Stilmittel des Niederdeutschen, um versteckte Spitzen auf Aristokratie und Obrigkeit an der Zensur vorbei anzubringen. Seine Bücher wurden ins Dänische, Englische, Finnische, Französische, Italienische, Japanische, Niederländische, Norwegische, Polnische, Rumänische, Russische und Schwedische übersetzt, zwei seiner Werke (Woans ick tau ’ne Fru kamm und Ut de Franzosentid) auch ins Friesische.
Hochdeutsche Übertragungen seiner Werke, welche Reuter selbst nie zugelassen hatte, erschienen erst ab 1905 in wachsender Zahl.

## Rezeption
Zu den Institutionen der heutigen Reuter-Rezeption gehören die Fritz Reuter Gesellschaft e. V. mit Sitz in Neubrandenburg, das Fritz-Reuter-Literaturmuseum in Stavenhagen, das Reuter-Wagner-Museum in Eisenach, der Förderverein Reuter-Museen e. V. und das Fritz Reuter Literaturarchiv Hans-Joachim Griephan in Berlin. Das Archiv führt eine Kartei der Briefe von und an Fritz Reuter.

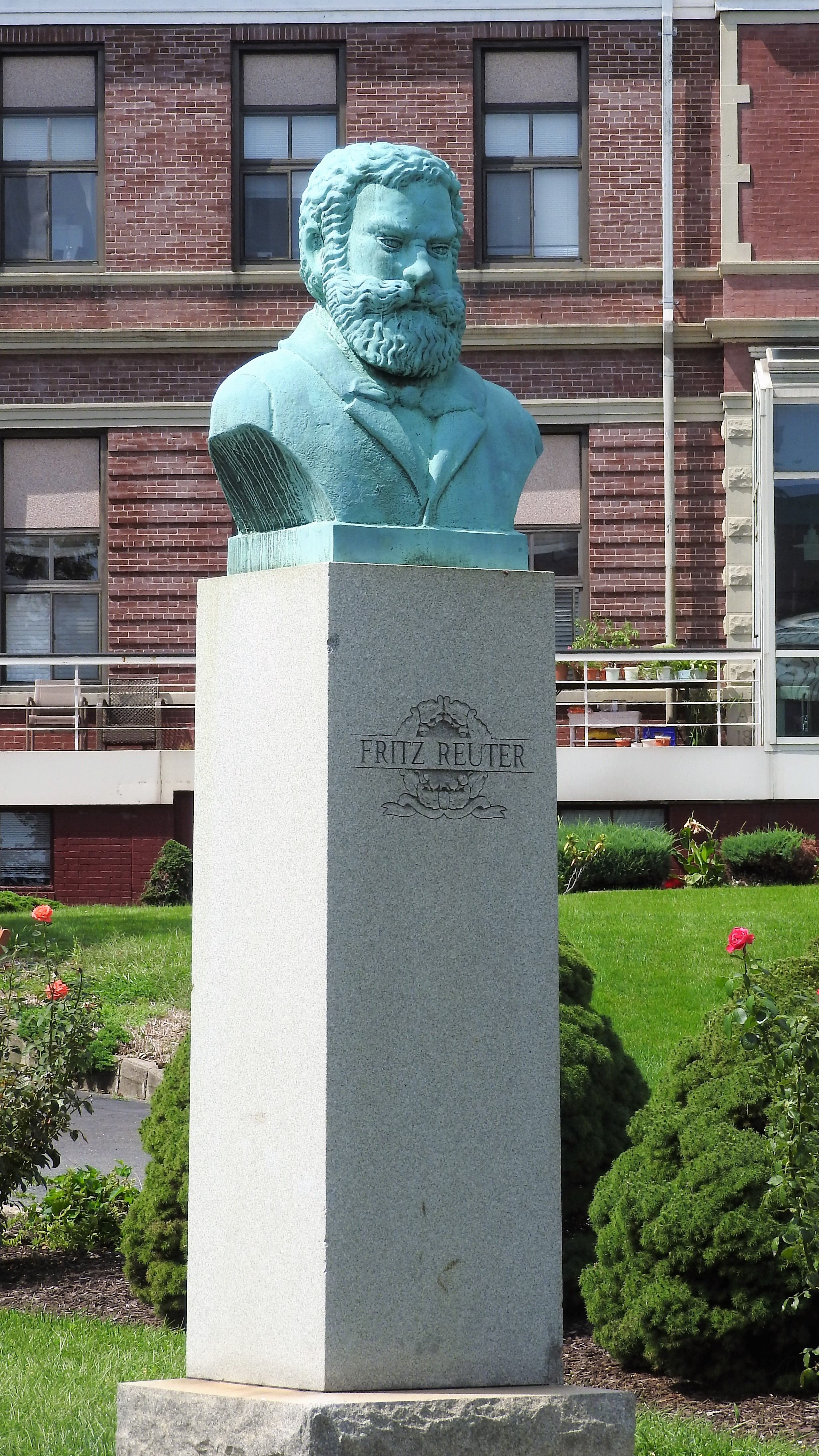
Reuter-Büste am Fritz-Reuter-Altenheim im Schützen-Park, North Bergen, New Jersey

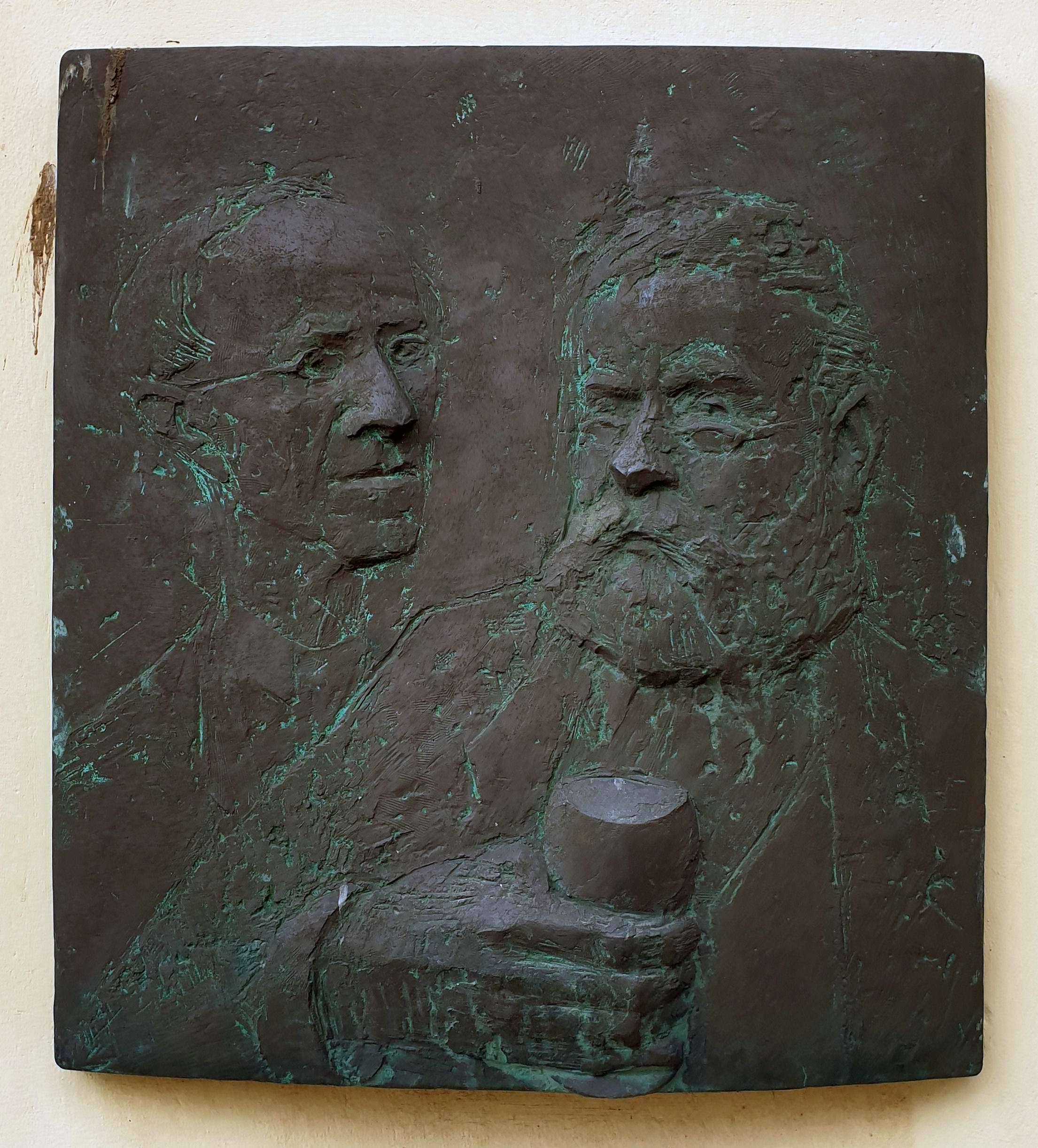
Relief, Am Markt 19, in Wismar

Durch Millionen Deutsche, die im 19. und frühen 20. Jahrhundert nach Übersee, insbes. nach Amerika, auswanderten, entwickelte sich auch dort eine zeitweilig sehr aktive Reuter-Verehrung. 1875 errichtete der Plattdütsche Volksfestvereen von New York un New Jersey ein Reuter-Denkmal im Schützen-Park von North Bergen (New Jersey), einem beliebten Freizeitpark und Ausflugsziel der Deutschamerikaner im Großraum New York. Reuters Witwe stellte dafür das Manuskript von Kein Hüsung, einem seiner bedeutendsten Werke, zur Verfügung. Dieses wurde zunächst unter das Denkmal versenkt, 1892 jedoch wieder geborgen. Die Handschrift wurde in den 1970ern in einem Altenheim des Vereins wiederentdeckt, durch den amerikanischen Germanisten Heinz C. Christiansen auf Hinweis des Stavenhäger Museumsdirektors Arnold Hückstädt. Die deutsche Forscherin Ulrike Stern konnte sie noch 2016 einsehen. Seit der Schließung des Altenheims im Jahr 2017 ist der Verbleib unbekannt.
Ein noch weitgehend weißer Fleck in der Forschung zu Fritz Reuter ist die Reuterrezeption von 1933 bis 1945 (Nationalsozialismus) und von 1945 bis 1989 (Sowjetische Besatzungszone / DDR). In der DDR wurde aus Reuters Werken in Sendungen des Senders Schwerin einmal wöchentlich in Plattdeutsch vorgelesen. 1980 fanden die 18. Arbeiterfestspiele der DDR im Bezirk Rostock statt. Plattdeutsch wurde nun von den in der DDR für Kultur verantwortlichen Politikern plötzlich nicht mehr als rückständig, sondern als Folklore angesehen und u. a. Reuters Werke in Plattdeutsch aufgeführt.
Die Fritz-Reuter-Bühne des Mecklenburgischen Staatstheater Schwerin wurde nach Fritz Reuter benannt.

## Werke

### Ausgewählte Werke
In Klammern ist die hochdeutsche Entsprechung angegeben.
- Läuschen un Rimels (Schwänke und Reime), mehrere Bände ab 1853; Neuauflage: Hinstorff, Rostock 1995, ISBN 3-86167-031-3
- Meine Vaterstadt Stavenhagen, 1856; erweitert 1861; Neuauflage: Hinstorff, Rostock 1997, ISBN 3-86167-094-1
- Ut de Franzosentid (Aus der Franzosenzeit), 1859; Neuauflage: BookSurge Publishing, 2001, ISBN 0-543-89389-8
- Hanne Nüte un de lütte Pudel (Eine Vogel- und Menschengeschichte), 1860; Neuauflage: Hinstorff, Rostock 1995, ISBN 3-356-00637-1
- Abendteuer des Entspekter Bräsig, bürtig aus Meckelborg=Schwerin, von ihm selbst erzählt. (Abenteuer des Inspektors Bräsig), 1861; Neuauflage: Hinstorff, Rostock 1999, ISBN 3-356-00017-9
- Entspekter Bräsigs Abenteuer in Berlin. Bertelsmann Feldposthefte, Gütersloh 1940
- Ut mine Festungstid (Aus meiner Festungszeit), 1862; Neuauflage: Hinstorff, Rostock 1997, ISBN 3-356-00746-7
- Ut mine Stromtid (Aus meiner Volontärszeit), 1862; Neuauflage: Hinstorff, 2008, ISBN 3-356-01263-0 – in der hdt. Ausgabe als Das Leben auf dem Lande, Manuscriptum, 2005, ISBN 3-937801-00-6; Das Werk diente als Vorlage zur Fernsehserie Onkel Bräsig.
- Dörchläuchting, 1866; Neuauflage: Hinstorff, Rostock 1994, ISBN 3-356-00585-5
- De Reis’ nah Konstantinopel oder de meckelnbörgschen Montecchi un Capuletti, 1867
- De Urgeschicht’ von Meckelnborg (Die Urgeschichte Mecklenburgs), 1874; Neuauflage: Hinstorff, Rostock 1996, ISBN 3-356-00573-1

### Ausgewählte Gedichte
- Ik weit einen Eikbom, de steiht an de See (Ich weiß einen Eichenbaum, der steht an der See)
- De Koppweihdag’ (mit der zum Zitat gewordenen Zeile „Wat is woll gaud för Koppweihdag’?“ – Was ist wohl gut gegen Kopfschmerzen?)
- De Reknung ahn Wirt[21]

### Werkausgaben
- Sämmtliche Werke von Fritz Reuter. 15 Bände. Hinstorff, Wismar 1864–1897[22]
- Sämmtliche Werke von Fritz Reuter. Volks-Ausgabe in 7 Bänden. Hinstorff, Wismar 1877 ff.[23]
- Fritz Reuters Sämtliche Werke in Fünfzehn Büchern. 4 Bände. Hrsg.: Hermann Jahnke, Albert Schwarz. A. Weichert, Berlin 1900 bis 1920 (wechselnde Aufl.)
- Fritz Reuters sämtliche Werke in 12 Bänden. Hrsg.: Karl Theodor Gaedertz. Reclam, Leipzig 1905 (mehrfach nachgedruckt).
- Fritz Reuters sämtliche Werke. Hrsg.: Carl Friedrich Müller. Hesse, Leipzig 1905
- Reuters Werke. Kritisch durchgesehene und erläuterte Ausgabe in sieben Bänden. Hrsg.: Wilhelm Seelmann. Bibliographisches Institut, Wien 1905/1906.
- Fritz Reuters Werke. 2 Bände. Hrsg.: Karl Macke. 1905/1906.
- Fritz Reuter – Gesammelte Werke und Briefe. 9 Bände. Hrsg.: Kurt Batt. Hinstorff, Rostock 1967 (Nachdr. Reich, Rostock 1990, ISBN 3-86167-003-8).

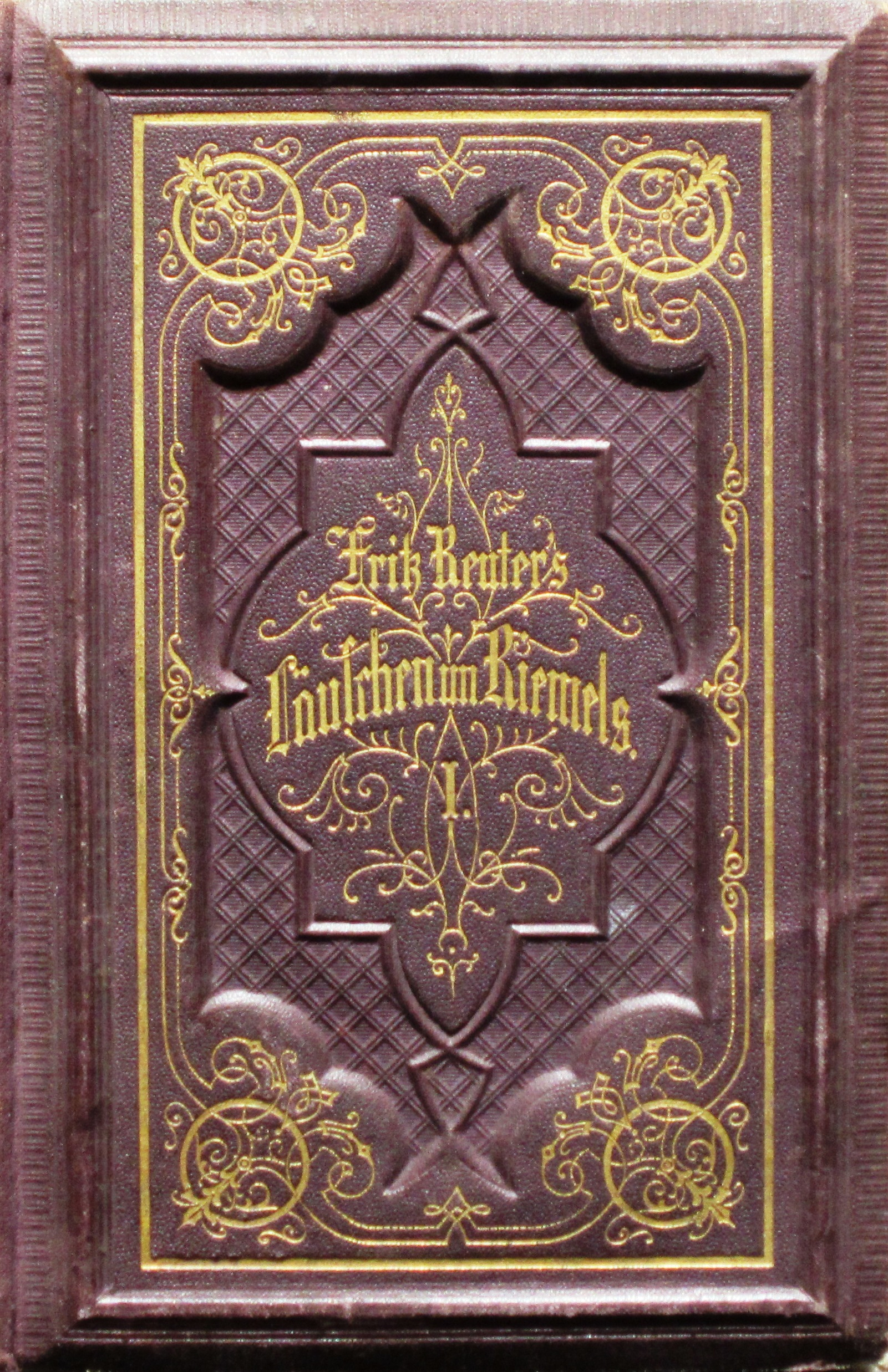
Sämmtliche Werke. Band 1 von 15. Hinstorff
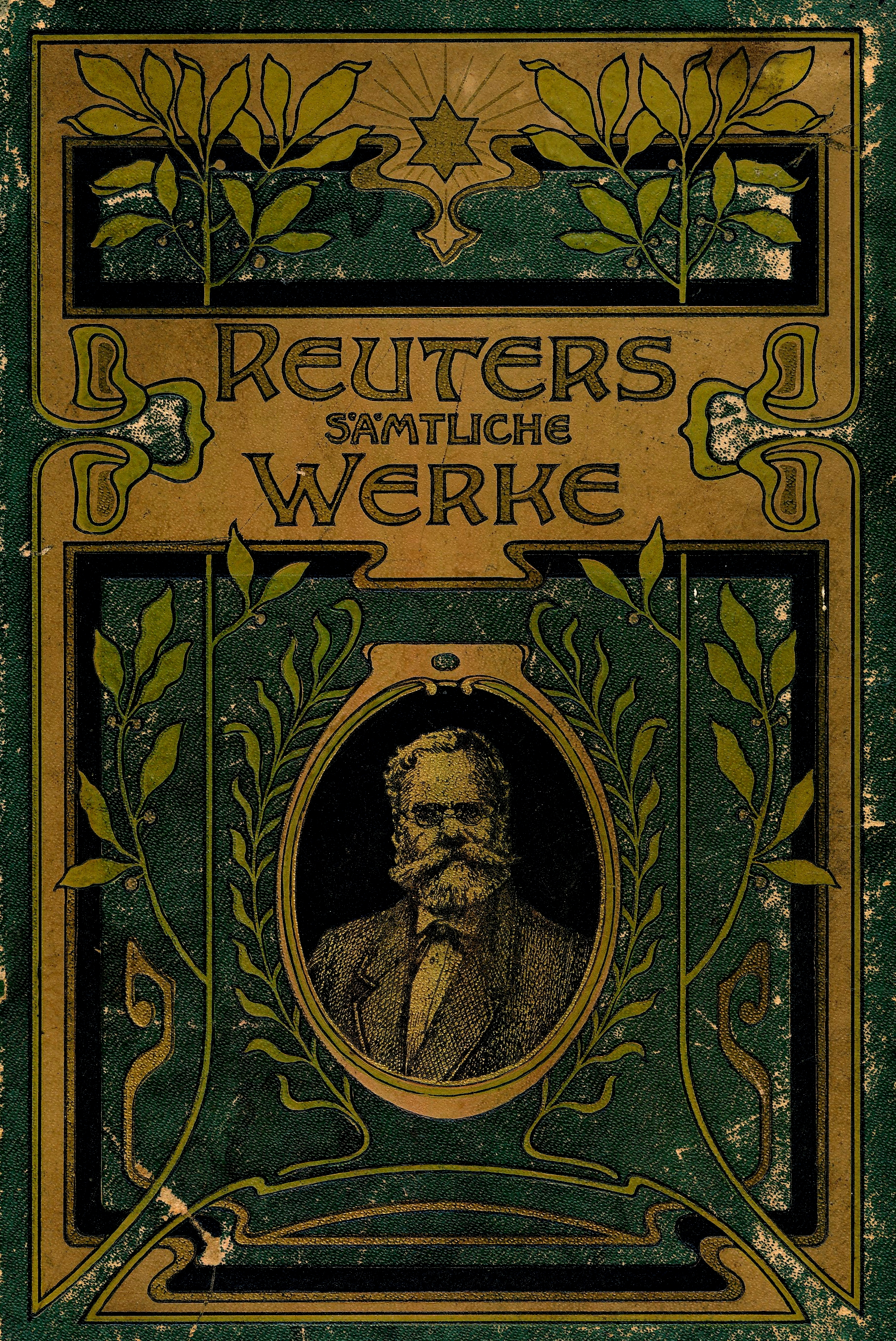
Sämtliche Werke (Ausgabe 1900)
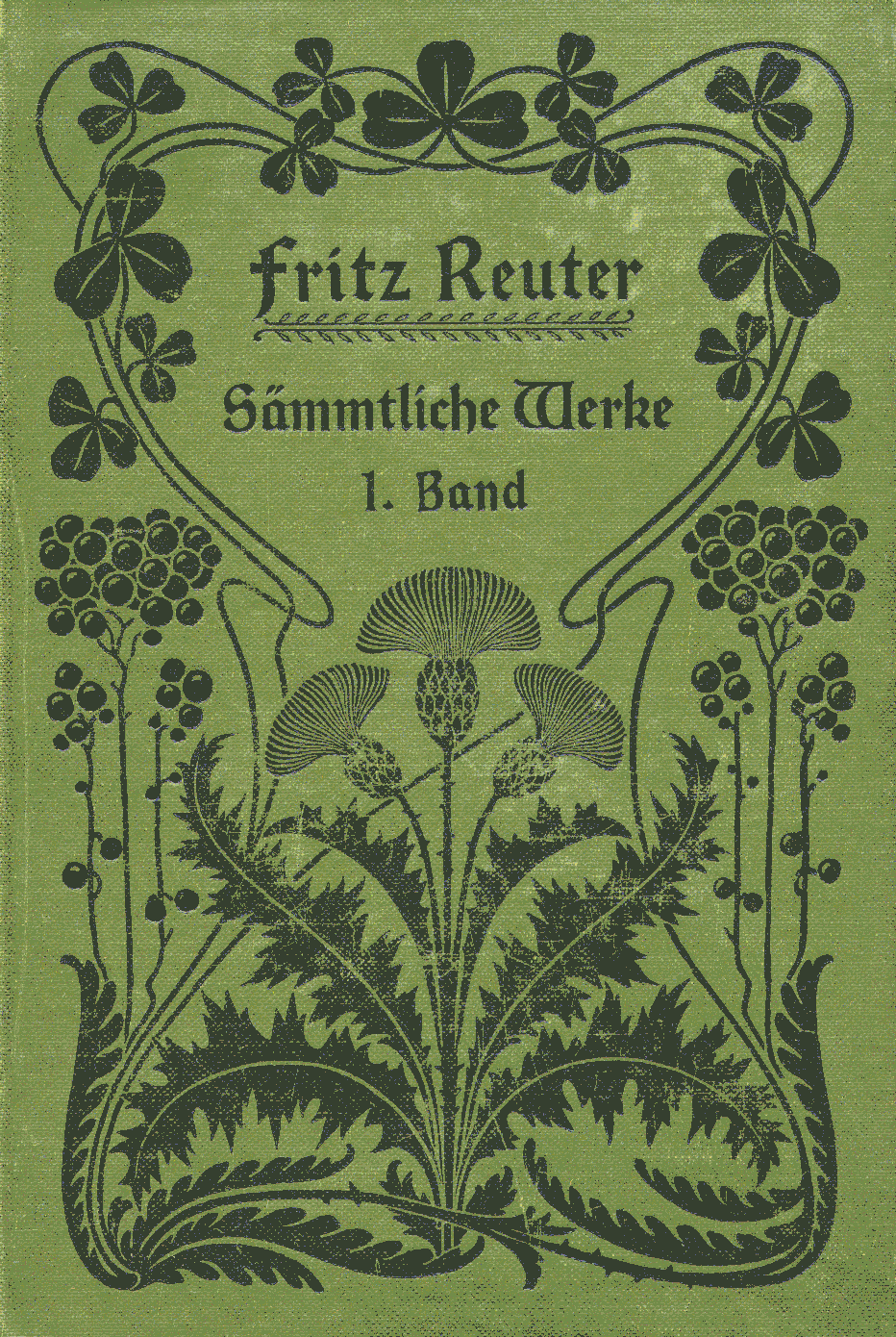
Volksausgabe. Hinstorff 1902
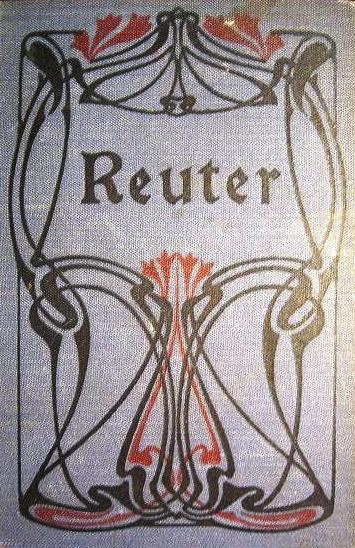
Werkausgabe von 1905
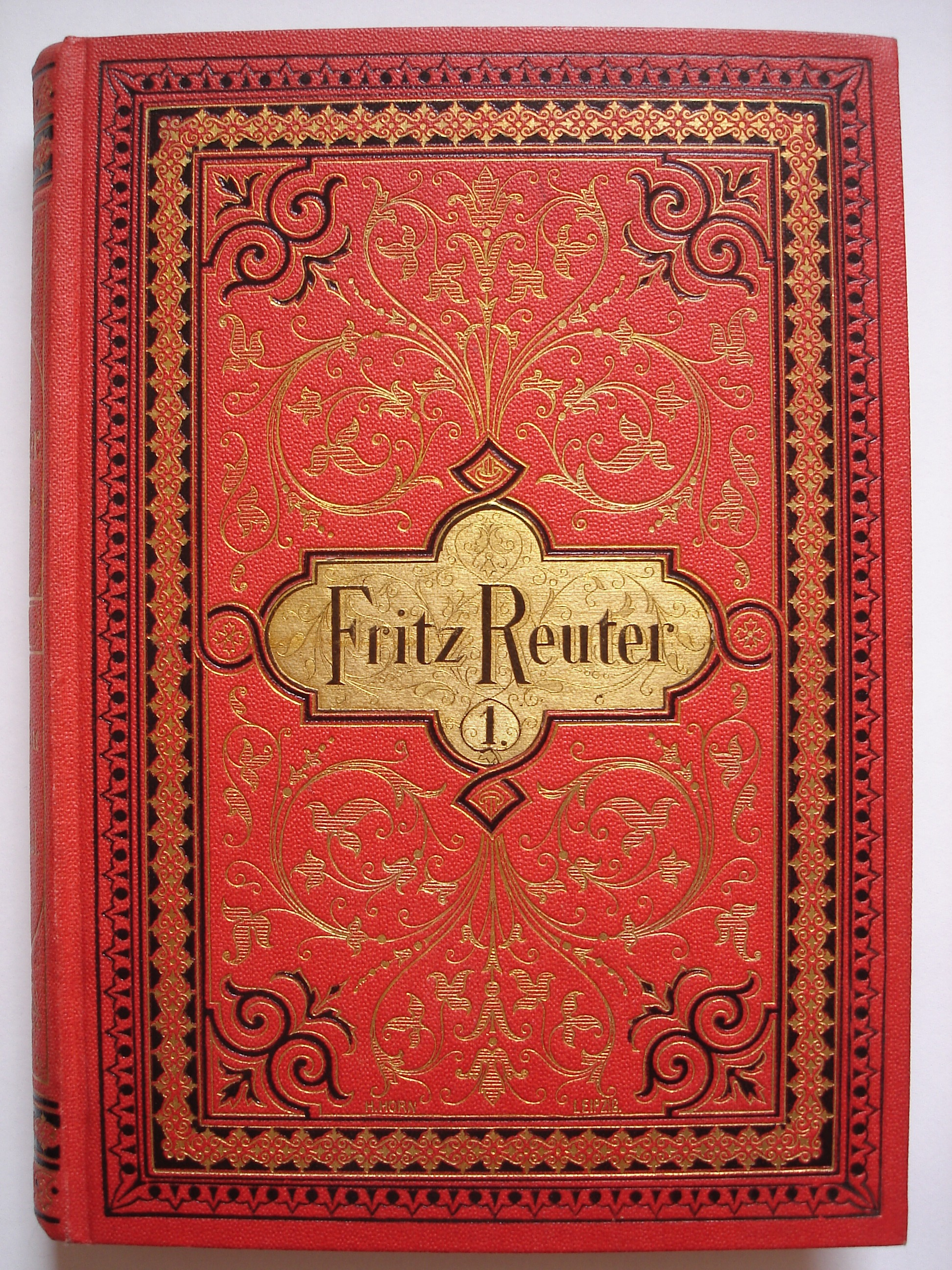
Werkausgabe um 1910

### Hörbücher
- De Urgeschicht von Mecklenborg. 2 Audio-CDs, 101 min. Sprecher: Gerd Micheel. Hinstorff, Rostock 2002, ISBN 3-356-00941-9.
- Läuschen un Rimels. 1 Audio-CD, 77 min. Sprecher: Hans-Peter Hahn. Hinstorff, Rostock 2004, ISBN 3-356-01210-X.
- Täuw! Dir wollen wir kriegen! 1 Audio-CD, 63 min. Sprecher: Gerd Lüpke. Hinstorff, Rostock 2004, ISBN 3-356-01047-6.
- Abendteuer des Entspekter Bräsig. 1 Audio-CD, 75 min. Sprecher: Kurt Nolze. Hinstorff, Rostock 2006, ISBN 3-356-01152-9.
- Ut de Franzosentid. MP3-CD. Verlag: Vorleser Schmidt, 2006, ISBN 3-937976-72-8.
- Ut de Franzosentid. Audio-CD. Sprecher: Gerd Lüpcke. Tennemann Media, 2013, ISBN 978-3-941452-28-2.
- Dörchläuchting. Audio-CD. Verlag: Vorleser Schmidt, 2008, ISBN 978-3-937976-93-8.
- Ut mine Festungstid. Audio-CD. Verlag: Vorleser Schmidt, 2009, ISBN 978-3-941324-04-6.
- Ut mine Stromtid. 11 Audio-CDs, 763 min. Sprecher: Gerd Micheel. Tennemann Media, Schwerin 2010, ISBN 978-3-941452-04-6.
- Fritz Reuter (1974, 2 Platten Vinyl 7″), Sprecher: Rita Barg, Gerd Micheel, Karl Netzel, Ulrich Voss. Sozialistischer Großhandelsbetrieb Möbel, Kulturwaren, Sportartikel, Rostock (Hrsg.).[24]
- Plattdütsch gistern un hüt. Mit Werken von Klaus Groth, Fritz Reuter, John Brinckman, Fritz Meyer-Scharffenberg, Rudolf Tarnow. Auswahl und Zusammenstellung: Hans-Joachim Theil, Erzähler: Gerd Micheel, Helga Gunkel u. a.( LITERA 865282/283, 1980). Online auf Youtube[25]

### Briefe
- Fritz Reuter. Briefe. Zusammengetragen und kommentiert von Arnold Hückstädt. 3 Bände. Hinstorff, Rostock 2009/2010.
  - Band 1: 1827–1860, ISBN 978-3-356-01302-3
  - Band 2: 1861–1866, ISBN 978-3-356-01338-2
  - Band 3: 1867–1874. Register, ISBN 978-3-356-01358-0

## Ehrungen

### Auszeichnungen
- Medaille für Kunst und Wissenschaft (Mecklenburg-Schwerin) in Gold (1866)
- Bayerischer Maximiliansorden für Wissenschaft und Kunst (1872)

### Museen
Das Leben und Wirken und Fritz Reuter werden in folgenden Museen thematisiert:
- Fritz-Reuter-Literaturmuseum, Stavenhagen
- Reuter-Wagner-Museum, Eisenach
- Regionalmuseum Neubrandenburg, Neubrandenburg
- Festungsmuseum, Dömitz

Fritz Reuters Geburtshaus, das alte Rathaus von Stavenhagen, präsentiert sich heute als Fritz-Reuter-Literaturmuseum und beherbergt die größte Museumsausstellung zu Leben und Werk des Dichters, darunter sein Geburtszimmer. Im letzten Wohnhaus Reuters in Eisenach, einer weißen Villa an der Auffahrt zur Wartburg, ist heute das Reuter-Wagner-Museum untergebracht. Reuters Frau Luise vererbte Villa und Garten (exklusive „Mobilien, Hausgeräte usw.“) der Schiller-Stiftung in Weimar, die ihr Erbe ein Jahr später an die Stadt Eisenach verkaufte. Im Kaufvertrag wurde festgelegt, dass das Arbeitszimmer Reuters und zwei weitere Räume im ursprünglichen Zustand erhalten bleiben sollen. Außerdem sollten diese Räume, einer musealen Nutzung überführt, zur bleibenden Erinnerung an den Dichter dienen. Das Museum wurde 1897 eröffnet. Heute finden hier auch Konzerte und Trauungen statt. Das Grab Fritz Reuters und seiner Frau befindet sich auf dem neuen Friedhof in Eisenach. Von Reuters vier Neubrandenburger Wohnungen überstand nur die zweite das Flammeninferno 1945. Es ist heute als Neubrandenburger Reuterhaus bekannt.

### Namensgebung
- 1917 wurde das Vorpostenboot der Kaiserlichen Marine Fritz Reuter nach ihm benannt.
- Seit 1949, seinem 75. Todestag, trägt Reuters Geburtsstadt Stavenhagen den Beinamen Reuterstadt. In der Hansestadt Rostock wurde der Stadtteil Reutershagen nach ihm benannt.
- Der nördliche Teil des Berliner Stadtteils Neukölln wird aufgrund des dort befindlichen Reuterplatzes und der Reuterstraße allgemein als Reuterkiez oder Reuterquartier bezeichnet.
- Bilder und Zitate von Fritz Reuter wurden auf dem sogenannten Reutergeld abgedruckt, das heute ein begehrtes Sammlerobjekt ist.
- In der in den Jahren 1925 bis 1933 in Berlin-Neukölln errichteten Fritz-Reuter-Stadt, der Großsiedlung Britz mit der Hufeisensiedlung tragen die Straßen zur Erinnerung an den Dichter Namen einiger biografischer Stationen (Stavenhagener Straße, Parchimer Allee, Gielower und Talberger Straße u. a.) und seiner Werke (Onkel Bräsig, Paster Behrens, Jochen-Nüßler-Straße, Dörchläuchting, Hüsung, Mining, Liningstraße u. v. a.). Um das charakteristische Hufeisen verläuft der Lowise-Reuter-Ring, am östlichen Rand der Siedlung verläuft die Fritz-Reuter-Allee.
- Außerdem tragen heute eine Vielzahl von Schulen, Straßen, Geschäften, Vereinen und Arbeitsgruppen und vieles andere mehr den Namen von Fritz Reuter oder von Figuren aus seinen Werken.

### Denkmale

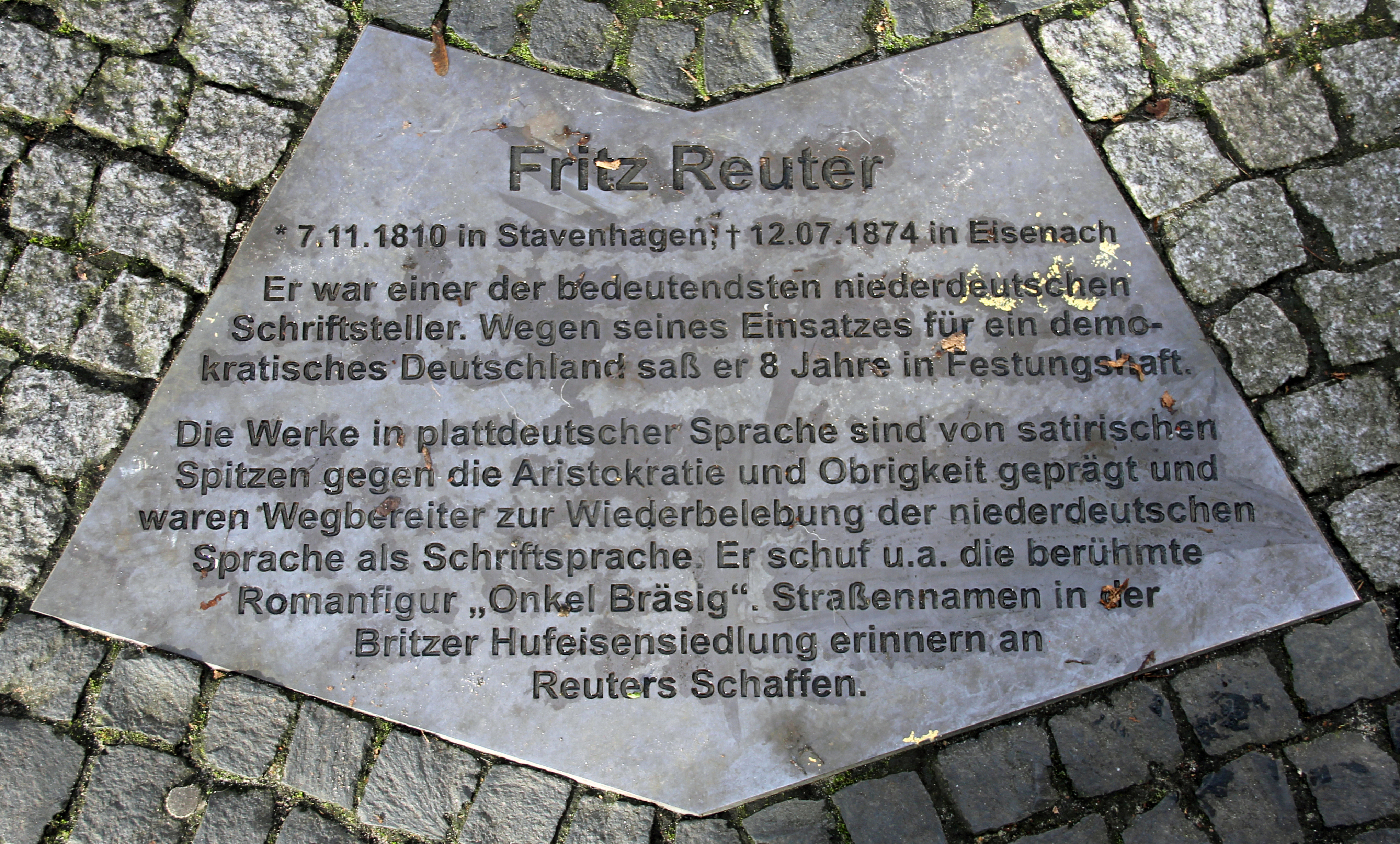
Gedenktafel in der Reuterstraße, in Berlin-Neukölln

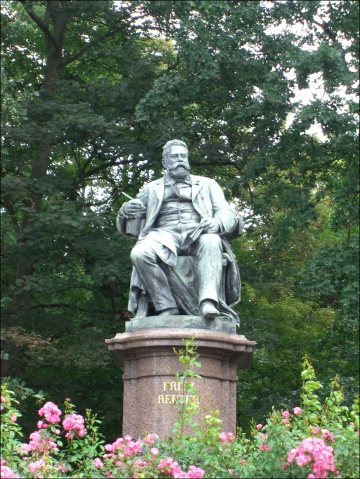
Fritz-Reuter-Denkmal in Neubrandenburg

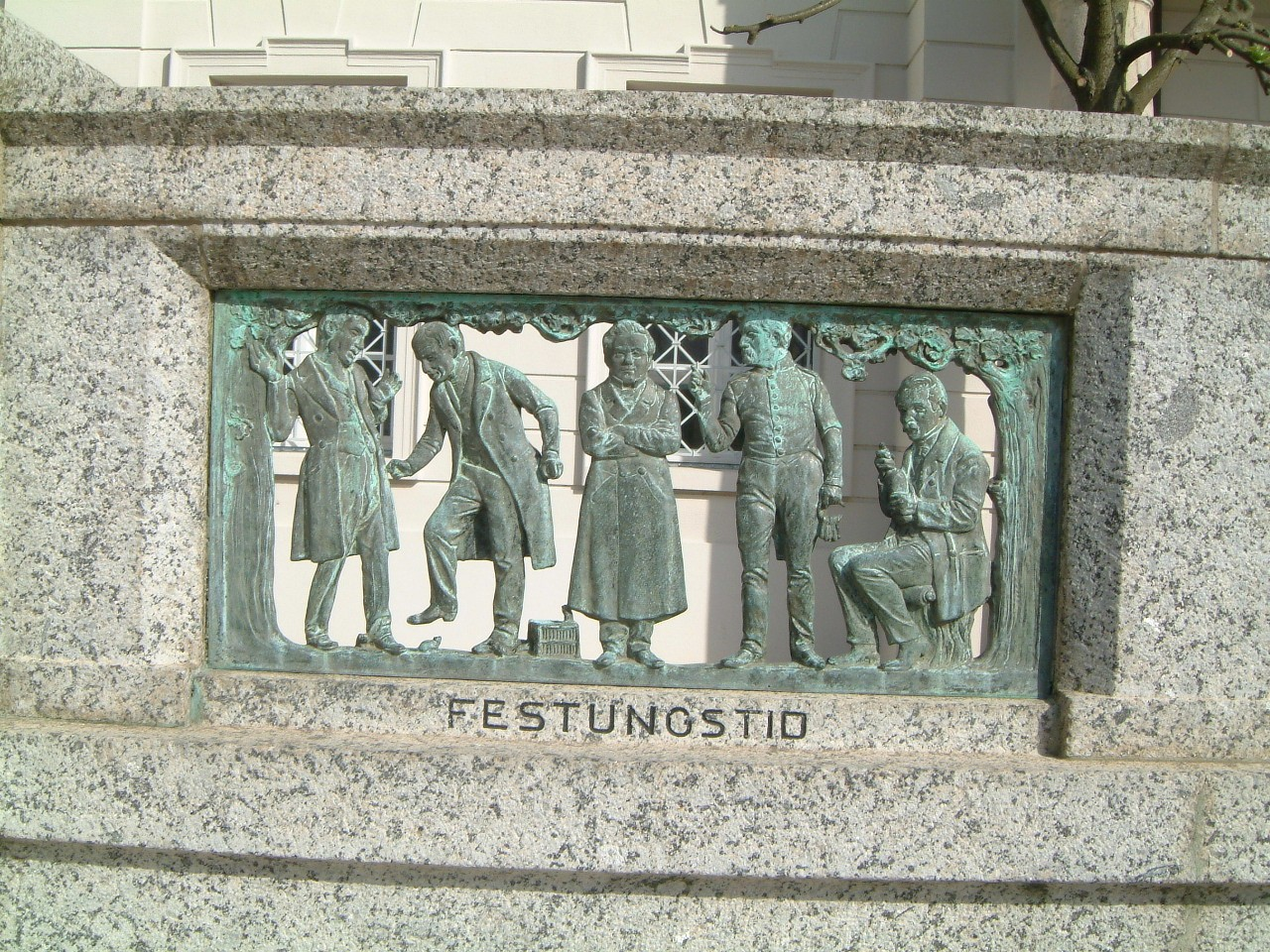
Detail des Fritz-Reuter-Denkmals in Stavenhagen: Ut mine Festungstid

- 1875 in Eisenach, Grabdenkmal von Walter Kyllmann mit Büste von Bernhard Afinger[26]
- 1876 in Union Hill, New Jersey (USA)
- 1885 in der Kalißer Heide (zwischen Alt Kaliß und Göhren), Reuter-Stein[27]
- 1888 in Jena, Büste von Ernst Paul
- 1893 in Chicago, Statue von Franz Engelsman (Reliefs verloren)
- 1893 in Neubrandenburg, Statue von Martin Wolff, enthüllt als deutsches Nationaldenkmal
- 1896 in Wismar, Büste von Hermann Zimmermann
- 1910 in Bützow, Reuter-Stein und Reuter-Linde am Fritz-Reuter-Platz[28]
- 1910 in Cottbus, Reuter-Stein am Badesee Cottbus-Madlow
- 1910 im Krakower See auf der Halbinsel Lehmwerder, Reuter-Stein
- 1910 in Malliß, Reuter-Stein
- 1910 in Ostseebad Wustrow, Reuter-Eiche und Reuter-Stein
- 1911 in Glogau, Figurengruppe „Hawermann mit Mining und Lining“ (1959 zerstört)
- 1911 in Stavenhagen, Statue von Wilhelm Wandschneider
- 1912 in Bremerhaven, Speckenbütteler Park, Reuter-Stein
- 1914 in Rostock, Brunnen „Hanne Nüte“ von Ewald Holtz (Reliefporträt heute gesondert auf einem Findling an neuem Standort)
- 1914 in Berlin-Neukölln, Brunnen „Mining und Lining“ von Heinrich Mißfeldt (im Zweiten Weltkrieg zerstört, 1957 völlig verändert wieder aufgestellt, 1992 auf Grundlage des 1914 erstellten Brunnens wiederhergestellt)
- 1921 in Aue, Wandbrunnen und Gedenktafel an der Gaedtvilla
- 1923 in Neubrandenburg, Brunnen „Mudder-Schulten-Brunnen“ von Wilhelm Jäger
- 1924 in Röbel/Müritz, Reuter-Stein (zum 50. Todestag)
- 1949/1958 in Berlin-Neukölln, Brunnen von Karl Wenke (weitgehend zerstört)
- 1993 in Berlin-Neukölln, Brunnen unter Verwendung alter Teile
- 2004 in Rostock, Statue von Thomas Jastram
- in Stavenhagen, Reuter-Stein
- in Dömitz, Büste von Friedrich Fuhrmann (1926–1983), Bildhauer in Dömitz
- in Barmstedt, Reuter-Stein mit Relief von?
- in Gadebusch (Mecklenburg-Vorpommern), Reuter-Stein

### Widmungen
Felix Eberty widmete Fritz Reuter seine siebenbändige Geschichte des preußischen Staats. Breslau 1867–1873.

### Briefmarken

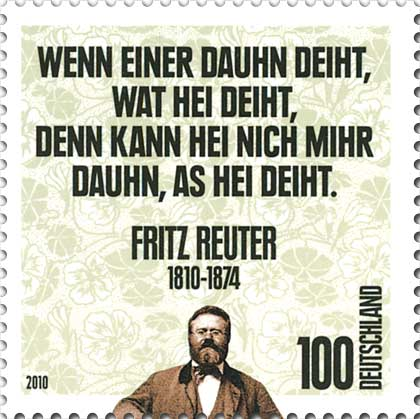
200. Geburtstag Reuters: Deutsche Briefmarke von 2010

Zu Ehren von Fritz Reuter gab die Postverwaltung der DDR 1954 zum 80. Todestag eine Gedenkmarke heraus. Die Deutsche Bundespost folgte 1985 zum 175. Geburtstag mit einer Sonderbriefmarke. 2010 veröffentlichte die Bundesrepublik Deutschland ein Sonderpostwertzeichen zum 200. Geburtstag. Der private Nordkurier-Briefdienst des Neubrandenburger Kurierverlages legte 2010 die vier Werte umfassende Briefmarkenedition „200. Geburtstag von Fritz Reuter“ auf.

„Wenn einer dauhn deiht, wat hei deiht, denn kann hei nich mihr dauhn, as hei deiht (Wenn einer tut, was er tun kann, dann kann er nicht mehr tun, als er tut)“

### Verfilmungen
- 1912: Die Nachbarskinder
- 1919: Ut mine Stromtid
- 1924: Livet på landet (nach Ut mine Stromtid)
- 1925: Kampf um die Scholle
- 1936: Onkel Bräsig (nach Ut mine Stromtid)
- 1943: Livet på landet (nach Ut mine Stromtid)
- 1954: Kein Hüsung
- 1965: Landmandsliv
- 1978: Onkel Bräsig (TV-Serie)
- 1981: Aus der Franzosenzeit (TV)

### Hörspiele
- 1950: Dörchläuchting – Regie: Walter A. Kreye (RB)
- 1952: Ut de Franzosentied – Regie: Hans Freundt, mit Hans Mahler, Otto Lüthje, Magda Bäumken, Heidi Kabel, Heini Kaufeld, Heinz Lanker u. a. (NWDR Hamburg)
- 1952: Die Abenteuer des Herrn Inspektor Bräsig – Regie: Heinrich Koch, mit Ewald Gerlicher, Max Gaede, Otto Burger, Max du Menil, Wilhelm Rüter und Benno Sterzenbach (NWDR Hannover)
- 1952: Juulklapp – Regie: Hans Freundt, mit Hartwig Sievers, Erna Raupach-Petersen, Ingeborg Walther, Eri Neumann, Karl Kramer, Ilse Haack u. a. (NWDR Hamburg)
- 1979: As de Eskimos den Globus nich mehr dreihen – un de Meckelnborgers Revolutschon maken wullen – Regie: Walter A. Kreye (RB/NDR)
- 1981: Die Geschichte der armen Liebe des Hofknechtes Jehann Schütt und der Tagelöhnerin Marik Brand – Regie: Maritta Hübner (Rundfunk der DDR)

### Jubiläumsfeiern

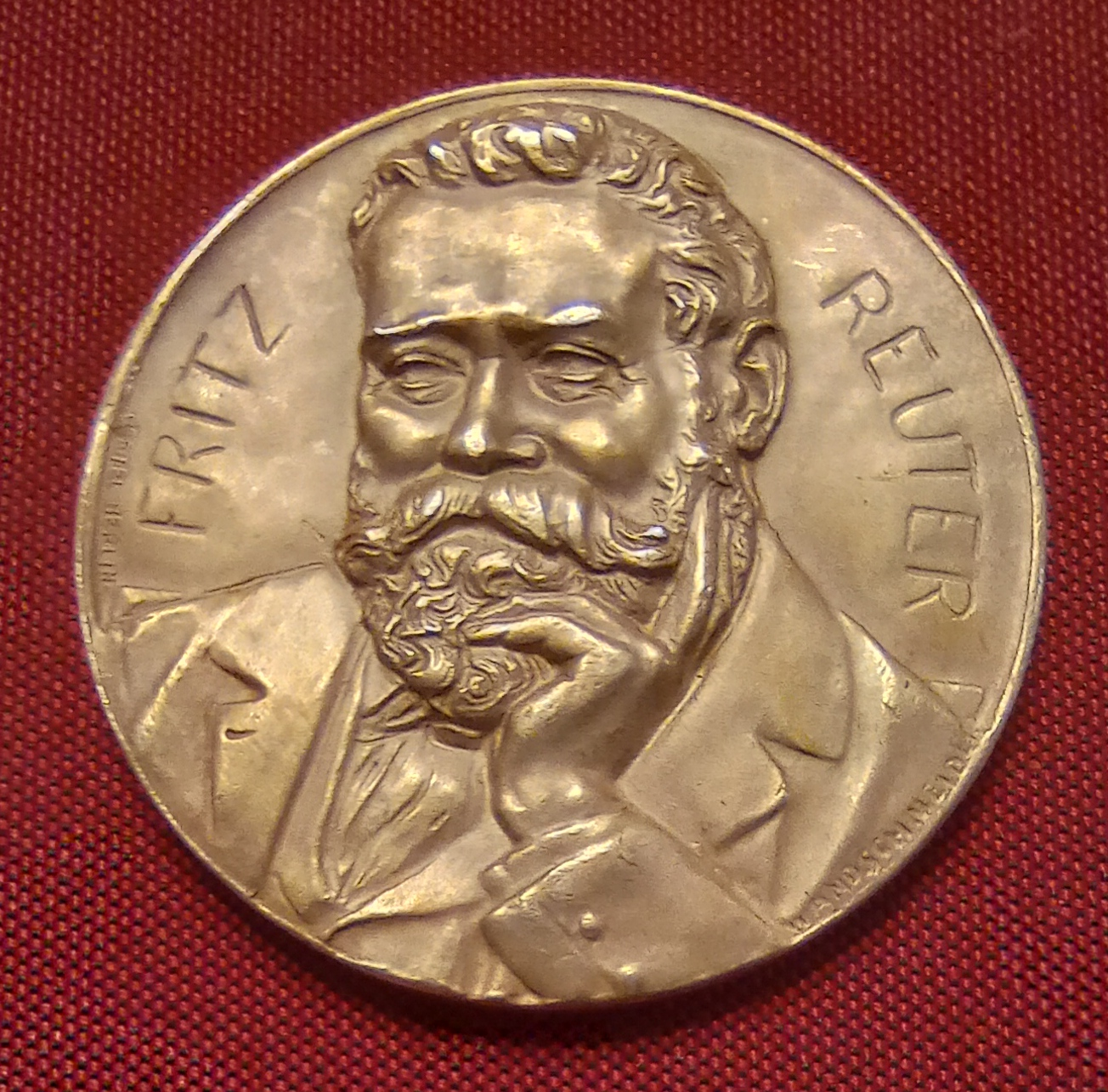
Medaille zum 100. Geburtstag 1910 (Silber 33 mm)

Der 200. Geburtstag von Fritz Reuter 2010 wurde in Mecklenburg-Vorpommern durch vielfältige Ehrungen, Veranstaltungen, Publikationen und Feierlichkeiten begangen. Auch der 150. Todestag Reuters 2024 war in Stavenhagen, Neubrandenburg und Eisenach Anlass für verschiedene Aktionen und Gedenkveranstaltungen.